# Viih Tube
Vitoria Felício Moraes (Sorocaba, 18 de agosto de 2000), más conocida como Viih Tube, es una YouTuber, actriz, influenciadora digital y escritora brasileña. Quedó conocida en la plataforma de vídeos, YouTube portando vídeos sobre asuntos comunes entre adolescentes.

## Biografía y carrera
Vitoria Felício Moraes nació en 18 de agosto de 2000, Sorocaba, en el interior del Estado de São Paulo. Ella es hija de Viviane Felício y Fabiano Moraes y comenzó su carrera a los 11 años en internet. Viih Tube comenzó a hacerse reconocida en 2014 y, gradualmente, consiguió miles de inscritos en su canal. Con el éxito en internet, usa sus redes sociales como fuente de renta.
Vitoria Moraes comenzó el canal hablando sobre asuntos comunes de la adolescencia, como el "primer beso". Ella afirma que inició el canal porque se sentía solitaria y me gustaba televisión.

"Siempre me ha gustado la televisión y quería tener espectadores de verdad. También quería enseñar lo que sé y las cosas que me gustan. La idea surgió porque me sentía muy solo y no tenía nada que hacer.

En 2020 lanzó la película "Amiga do Inimigo", con dirección de Plínio Scambora. Lo larga-metraje, disponible en la Netflix, estrenó en el ranking de las películas más visado por la plataforma en Brasil.

Fue un gran paso en mi carrera profesional como actriz y guionista. Lamentablemente no tendremos estreno debido al momento crítico mundial pero, haré un directo recibiendo al elenco, el día del estreno, en mi Youtube, para comentar la película y acercarnos al público.

En 2020 rechazó la invitación para a 12.ª temporada de A Fazenda. El año siguiente, en 19 de enero, fue anunciada como participante del camarote del Big Brother Brasil 21 (BBB21). Ella fue a 13.ª eliminada con 96,69% de los votos, terminando en séptimo lugar.

### Vida personal
La actriz mantiene relacionamiento con Bruno Magri desde 21 de enero de 2019. En 14 de abril de 2021, Bruno Magri citó sobre el relacionamiento en entrevista al Encontro com Fátima Bernardes, en la TV Globo. Él necesitó aplazar el pedido de boda debido al BBB 21.

## Controversias

### Escupe en la boca del gato de compañía
En 2016, Victoria a los 16 años postou un vídeo en el Snapchat en que aprieta su gato de estimação, abre su boca la fuerza y cospe dentro de ella. Por cuenta, desale evento, ella quedó en los trending topics del Twitter brasileño, habiendo recibido más de 15 mil comentarios, de mayoría negativa. Tras la repercusión, ella se retratou y dijo que "... no hice por maldad, fui en la inocencia! Me perdonen!", y también "yo no soy una persona ruim... yo realmente erré." Un mes antes del episodio ella ya había sido apuntada como la creadora más rechazada del Youtube por la Youpix, una consultoría de negocios para influencia y comunicación digital.

### Acciones jurídicas contra Felipe Neto
El año de 2020, una pelea de Viih Tube con Felipe Neto fue judicializada. Su madre, Viviane Mara Felício, procesó el youtuber, exigiendo una indemnización de 40 mil reales y una retractación pública por ofensas que tendría le echo. Neto fue inocentado. Aún en 2016, cuando Viih era más pequeño de edad, Felipe afirmó en las redes sociales que los padres de la joven la exploraban, visando solamente el logro, que maltrataban productores y que mantenían relacionamientos sexuales con ejecutivos del mundo de la publicidad.

## Premios e indicaciones
| Año  | Premio      | Categoría                                       | Indicación | Resultado | Ref.   |
| ---- | ----------- | ----------------------------------------------- | ---------- | --------- | ------ |
| 2019 | Río Webfest | Mejor Elenco de Comedia (dividido com o elenco) | En Prueba  | Ganadora  | [ 19 ] |

## Filmografía

### Televisión
| Año  | Título                    | Papel        | Notas                      | Ref.   |
| ---- | ------------------------- | ------------ | -------------------------- | ------ |
| 2016 | Cúmplices de um Resgate   | Vick         | Episodio: "7 de diciembre" | [ 20 ] |
| 2019 | Os Youtubers Querem Saber | Comentarista | SBT                        | [ 21 ] |
| 2021 | Big Brother Brasil        | Participante | Temporada 21: 7º lugar     | [ 8 ]  |

### Películas
| Año  | Título           | Papel                 | Ref.   |
| ---- | ---------------- | --------------------- | ------ |
| 2020 | Amiga do Inimigo | Beatriz Escobar (Bia) | [ 22 ] |
| 2021 | Me Tira da Mira  | Amanda Jéssica        | [ 23 ] |

### Internet
| Año           | Título              | Papel                                 | Ref.   |
| ------------- | ------------------- | ------------------------------------- | ------ |
| 2017          | A Espera            | Priscila                              | [ 24 ] |
| 2018–2019     | O Enigma            | Mirella                               | [ 25 ] |
| 2019–presente | Em Prova            | Beatriz Escobar (Bia)                 | [ 26 ] |
| 2019          | Sem Sinal           | Vitoria                               | [ 27 ] |
| 2019-2020     | As Férias dos Flops | Isadora Albuquerque de Menezes (Dora) | [ 28 ] |
| 2020          | Uma Ligação         | Gabi                                  | [ 29 ] |
| 2020          | Reflexos            | Isabela                               | [ 30 ] |

## Libros
| Año  | Título                    | Editora    | ISBN               |
| ---- | ------------------------- | ---------- | ------------------ |
| 2016 | Tudo Tem Uma Primeira Vez | Intrínseca | ISBN 9788580579116 |
| 2017 | Todo Amor Tem Segredos    | Intrínseca | ISBN 9788551001332 |